# Merragata hebroides
Merragata hebroides är en insektsart som beskrevs av White 1877. Merragata hebroides ingår i släktet Merragata och familjen vitmosseskinnbaggar. Inga underarter finns listade i Catalogue of Life.